# Trust (film 2021)
Trust è un film del 2021 scritto e diretto da Brian DeCubellis.

## Trama
Quando la gallerista Brooke firma un bel pittore con un'affinità per le donne sposate, l'attrazione tra loro è inconfondibile. Rimasto solo a casa, suo marito, Owen, trova presto conforto in un bar con una giornalista seducente e bella. Su basi incrollabili, la fiducia di Brooke e Owen inizia a dissolversi mentre inconsapevolmente si spingono a vicenda verso la cosa che temono di più.

## Distribuzione
Nel febbraio 2021, la Vertical Entertainment ha annunciato che il film sarebbe stato distribuito il 12 marzo 2021 in Nord America, Regno Unito e Irlanda, in sale selezionate e tramite servizi di Video on demand.